# Kovács Kálmán (festő)
Kovács Kálmán (Miksi, 1927. november 1. – Bécs, 2017. január 22.) magyar festőművész, grafikus, illusztrátor, a Nyugat-Magyarországi Egyetem docense, politikai aktivista.
Feleségével, Kovács Erzsébettel működtették Bécsben a Kosmos könyvesboltot és könyvkiadót, ami a nyolcvanas évekre a magyarországi demokratikus ellenzék és értelmiség legendás találkozóhelyévé vált. Nyugati magyar szerzők írásai és a szamizdat magyar irodalom mellett magyar írók műveit jelentették meg német nyelven. A könyvesbolt olyan írók törzshelye lett, mint Kányádi Sándor, Faludy György, Esterházy Péter, Tollas Tibor vagy épp Dalos György.

## Életpályája
Bár egy a Csehszlovákiához tartozó, Losonc közeli faluban, Miksin született, gyermekkora költözések közepette telt. Alig hat éves volt, amikor édesanyja, Jakab Mária elhunyt, így édesapja, Kovács József egyedül nevelte. Éltek több csallóközi településen, de főként Komáromban, később Gönyűn, majd a Délvidéken, Bácskában. Innen a világháború éveiben Kovács Kálmán visszatért Komáromba, míg édesapja Újvidékre települt, hogy a térségben lebombázott hidak renoválását saját találmányaival segítse. Egy általa fejlesztett búvárkészüléknek köszönhetően képesek voltak mérsékelni a Duna sodrását. 
Középiskolásként, 1943 elején Kovács Kálmán a bombázások elől Miskolcra menekült, ahol nagybátyja, Jakab Géza felügyelete alatt a vasútvonal forgalomszabályozásának feladatait látta el. Bár besorozták és bevagonírozták, ő megszökött, elkerülve ezzel korai halálát. A vonatot, amelyről leugrott, bombatalálat érte a többi katonát szállítva Bruck an der Leitha közelében. Később a kommunista hatalomátvételt, a padlássöprés rémuralmát is Miskolcon élte át. A települést elfoglaló oroszok munkára fogták, lövészárkokat ásattak vele. Később munkatáborba akarták szállítani, de a deportálás előtti éjszaka megszökött. A front elvonulását követően vasútépítő mérnökhelyettesként dolgozott.
Budapesten beiratkozott egy műszaki rajziskolába. Az ottani vezető mérnök javasolta elsőként, hogy felvételizzen a Képzőművészet Főiskolán. Főiskolai évei 1950 és 1956 között az ország számára a nyugtalan készülődés évei voltak, mégis ez idő alatt találta meg művészi hitvallásának alapjait a főiskolán. Mesterei Ferenczy Valér, Molnár C. Pál és Varga Nándor Lajos voltak. Tőlük kapta az első szakmai instrukciókat, továbbá „Nagybánya üzenetét”. Megismerkedett Munkácsy Mihály műveivel, melyek közül egy, 'A köpülő asszony' különösen nagy hatást gyakorol rá. Naplóját idézve: „Ez a kép az, melyben mind a mai napig nem csalódtam, nem ábrándultam ki sem a korszellem, sem a divat hatására.”

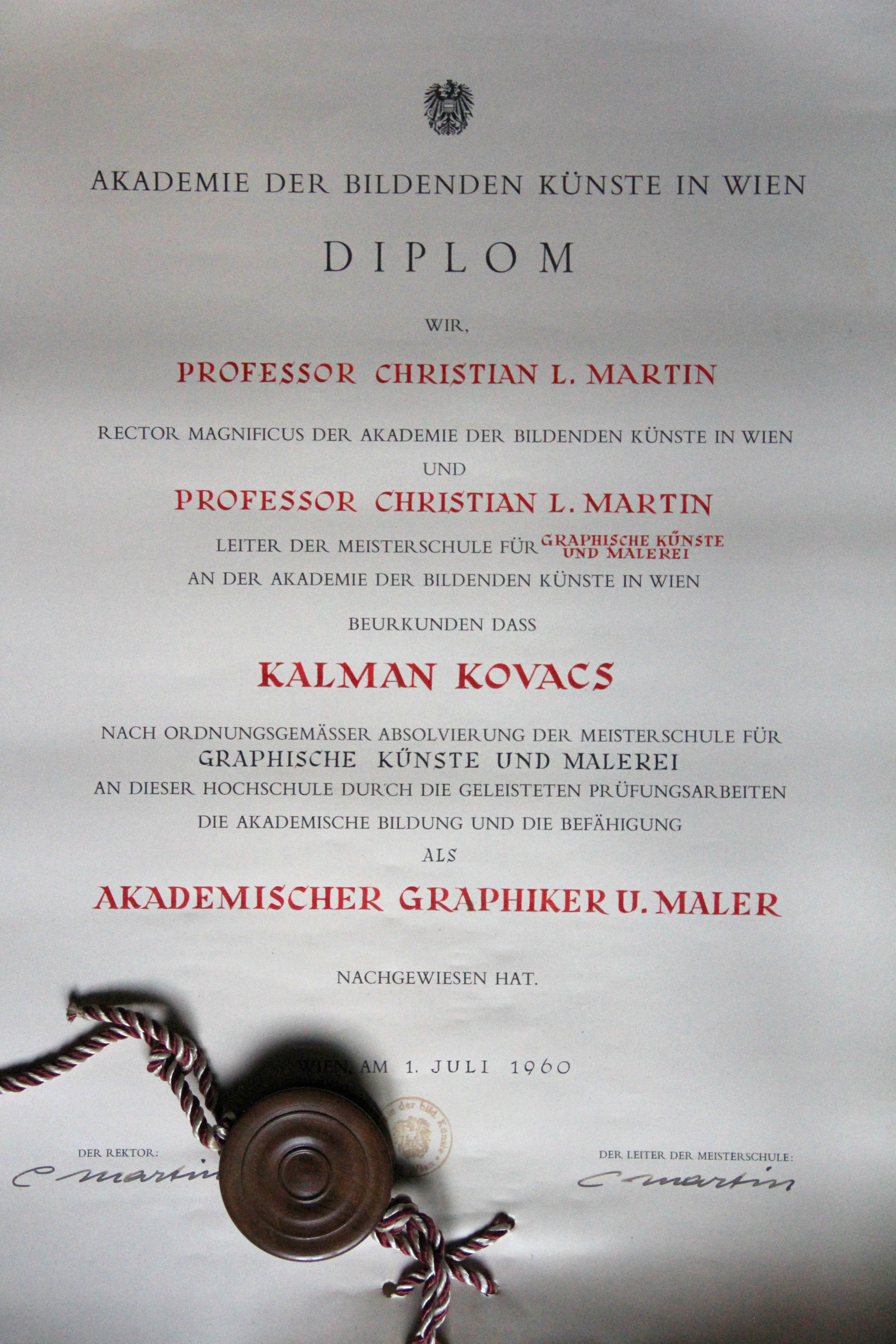
Kovács Kálmán diplomája a Bécsi Művészeti Akadémiáról, 1960

1956-ban a forradalom aktív részese lett, amikor társaival együtt Pestszentlőrincen, az orosz csapatok Üllői úton történő bevonulását ellehetetlenítették, késleltették. Részese volt az ütközetnek is, a későbbiekben felszámolt pestszentlőrinci temetőben. A szabadságharc leverése után édesapjával Ausztriába menekült. Rövid ideig Kismartonban élt, onnan költözött Bécsbe, ahol felvételt nyert a bécsi Képzőművészeti Akadémiára. Mesterei Friedensreich Hundertwasser, Oskar Kokoschka, Christian Ludwig Martin voltak. Kitűnő diplomával végzett. Bécsben műtermet és grafikai műhelyt rendezett be, és a nemzeti emigráció, a bécsi magyar közélet egyik kiemelkedő személyisége lett. Szerkesztőként és illusztrátorként működött közre az Integráció, az Atelier, a Nemzetőr és a Bécsi Napló alapításakor egyaránt. Feleségével, Erzsébettel együtt elhivatottan támogatták a magyarországi ellenzéket. Csempésztek tiltott könyveket, újságokat, bizalmas híreket. A rákoskeresztúri temető 301-es parcellájának kezdeményezői és mecénásai. Nyugaton élő magyarokhoz intézve felhívást, biztosították a szükséges anyagi támogatást, hogy a kopjafákat az Inconnu képzőművészcsoport elkészíthesse. Kovács Kálmánnak elégtétel volt, hogy 1989. június 16-án díszőrségben állhatott Budapesten, a Hősök terén, a névtelen hősök és mártírok koporsója mellett.
Írt művészettörténeti tanulmányokat, részt vett művészeti folyóiratok szerkesztésében és kiadásában. Művészeti tárgyakat oktatott főiskolán, egyetemen, és a kultúra, a művészet hiteles közvetítése érdekében folyamatosan tartotta a kapcsolatot művelődési otthonokkal, galériákkal, egyházakkal, önkormányzatokkal Magyarországon.
A hetvenes években Deák Ernővel szerkesztette az Integráció címmel kiadott kétnyelvű, magyar–német folyóiratot. A nyolcvanas évek elejétől feleségével, Erzsébettel működtették a bécsi Kosmos kiadót és könyvkereskedést, ami hamarosan a magyar demokratikus ellenzék legendás találkozóhelyévé vált. Bécsi könyvkiadója magyar nyelvű újságok, folyóiratok és szamizdat magyar irodalom megjelenését segítette. A nyolcvanas évek végén Bécsben galériát nyitott, időszaki kiállításoknak és kulturális eseményekhez biztosítva ezzel színteret. Támogatója és alapítója volt az Észak-Komáromban, Révkomáromban megjelenő Atelier című művészeti folyóiratnak, Hetényben a Lilla Galériának, képzőművészeti alkotótáboroknak, kiállításoknak.
A rendszerváltás után műtermet rendezett be Öttevényben, Magyarországon alkotott. A Nyugat-Magyarországi Egyetemen 1999-től docens, a grafikai műhely vezetője. 'A művészet keresése' és 'Grafika' címmel két könyvet publikált műhelytitkokról és művészeti elméleteiről. Ezzel párhuzamosan Győrbe költözött, elkötelezte magát az alkotás és a tanítás mellett, valamint elszántan segítette a művészeti életet szülőföldjén, a Felvidéken.
Temetésén, Bécsben, Lezsák Sándor mondott búcsúbeszédet.

## Művészete

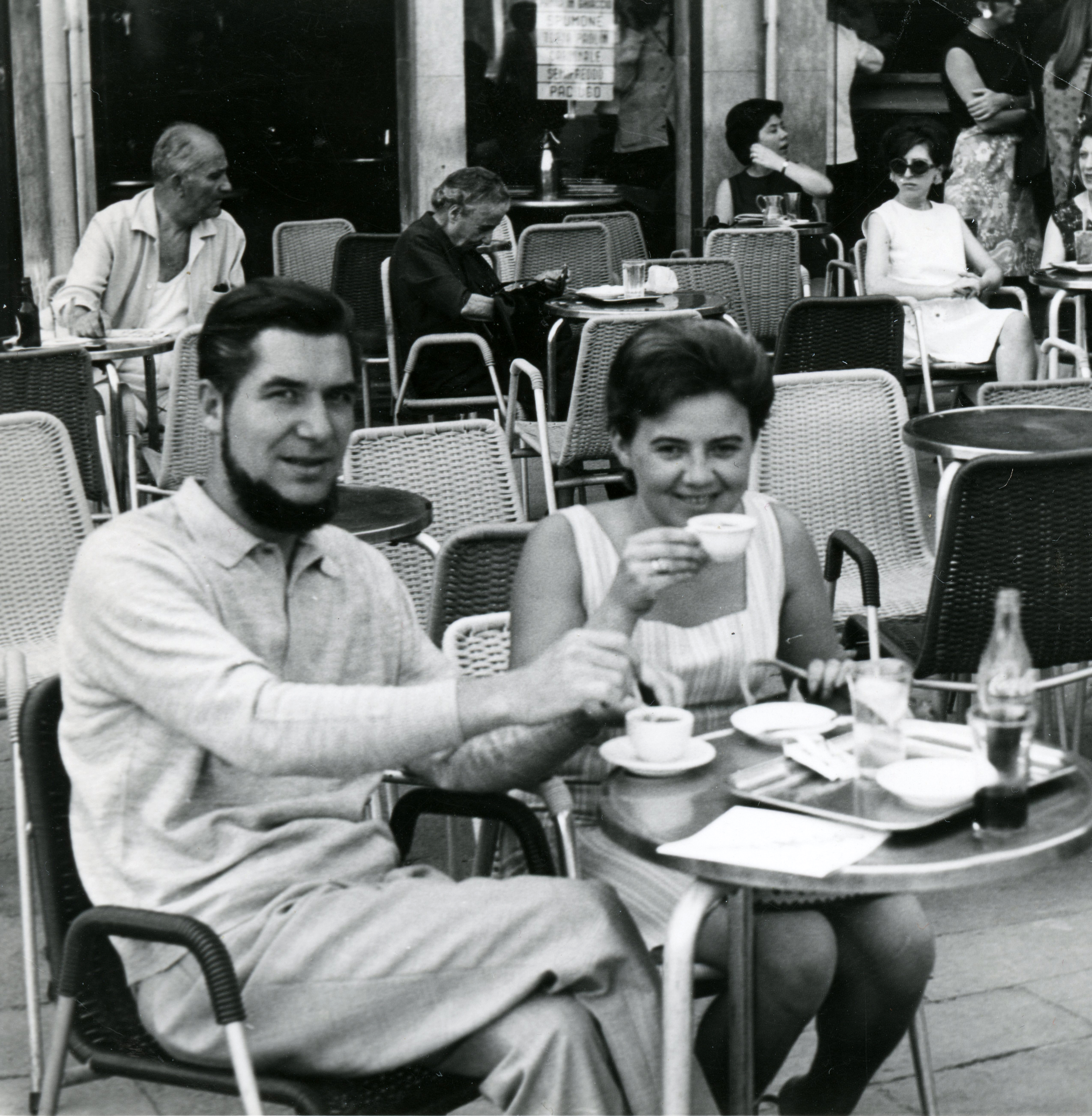
Kovács Kálmán és felesége, Kovács Erzsébet Olaszországban (Cavallino-Treporti, 1972)

A bécsi Képzőművészeti Akadémia elvégzése és Oskar Kokoschka salzburgi művésztábora után tanulmányútra indult. Hosszabb ideig tartózkodott Olaszországban, Németországban és az Egyesült Államokban is. Rómában már a hatvanas években sikeres, rendszeresen kiállító művész. Itt ismerkedett meg Amerigo Tottal, aki nagy hatást gyakorolt az akkoriban készülő litográfiáira. Életét végigkísérte a rézkarc és litográfia szeretete.
Gyémánt László (Kossuth-díjas festőművész) így emlékszik Gyémántográfia című könyvében Kovács Kálmánra:
„Élmény volt látni, ahogy dolgozik! Kezdetben a fa törzsén röcögött vastagon a festék, aztán gyűrött papírral szedett fel élénk színeket a palettáról, majd tévedhetetlen, biztos mozdulatokkal nyomta a vászon megfelelő helyére, és így kibontakoztak a fák lombján megcsillanó fények. Végül egy rongy segítségével kialakult a víztükör, befejezésként egy-egy megcsillanó fodor a víz felületén a spachli élével, és már mehettünk is kávézni. Kálmán úgy dolgozott, mint egy zsonglőr.
Kálmán ellentmondásos, de rendkívül szimpatikus volt számomra. Sohasem unatkoztam a társaságában. Láttam a képeit, amiket annyira önmagának festett, hogy kiállításokon sem szerepeltette őket. Ezek a szó nemes értelmében jól megfestett képek voltak, elgondolkodtató, protestáló tartalmúak. A litográfiái rendkívül gondosan kimunkáltak, engem Tamayora emlékeztettek, főként absztraktok.
Esténként elmentünk a Galizi nevű eszpresszóba kávézni, sakkozni, sőt gyakran ott is vacsoráztunk. Itt minden étel lengyel volt, úgy, mint maga a tulajdonosnő is. Rövid idő alatt a mi kis magyar klikkünk ugyanolyan törzsvendég lett, mint a Grabenről betérő prostituáltak, akik két »műszak« között odajöttek rendbe szedni magukat. Kálmánnal versenyezve portrékat rajzoltunk a lányokról, akik örültek ennek, hiszen a rajzainkat nekik adtuk...
és minél több volt bennünk az alkohol, annál nagyobb meggyőződéssel akartuk megváltani a világot.”

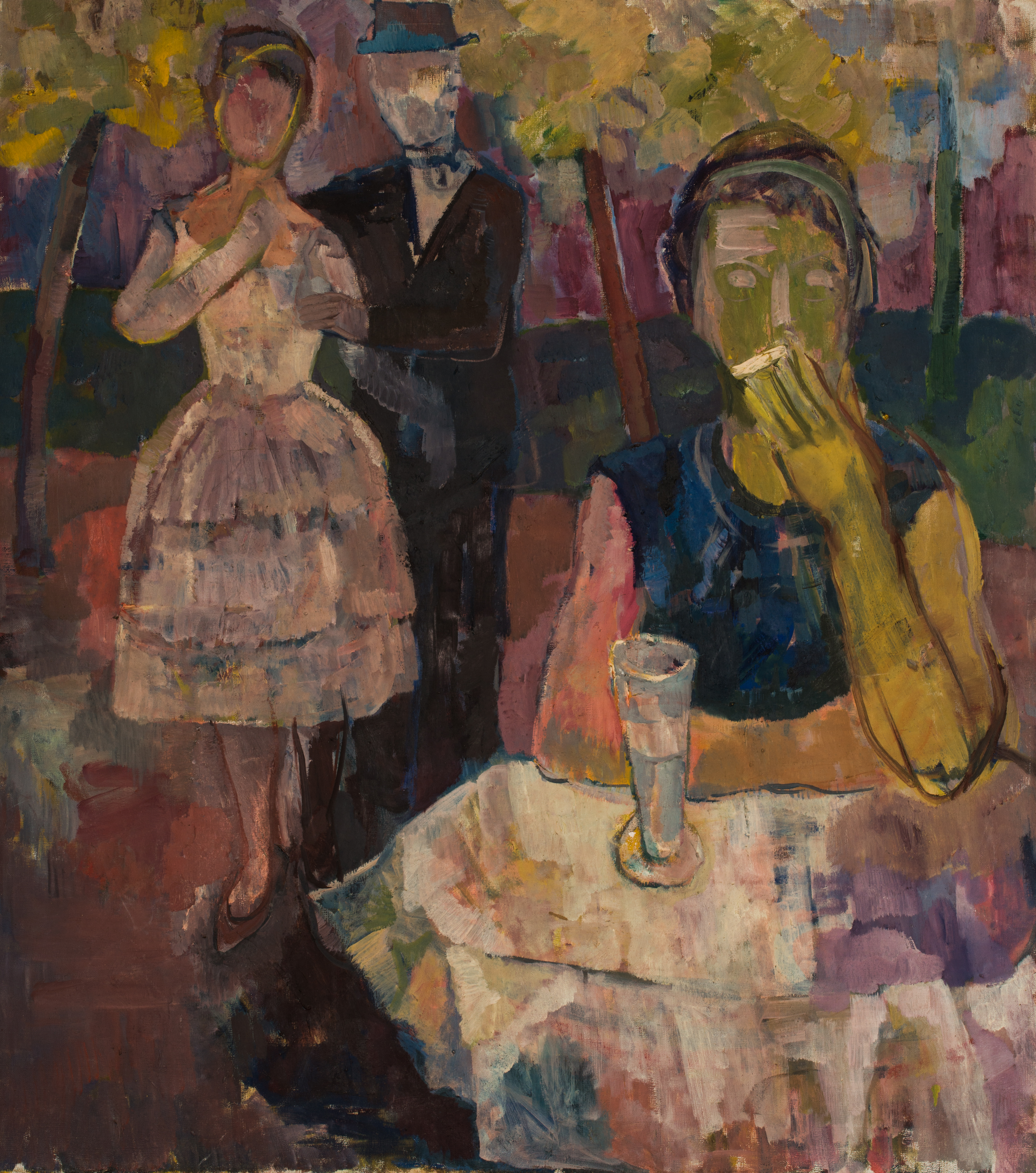

Kárpáti Kamil, József Attila-díjas író egy a Bécsi Naplóban megjelent cikkében Kovács Kálmán bécsi kiállításáról:
„A sok kerülőt és mellékutat is végigjárt Kovács Kálmán új korszaka különös figyelmet érdemel. Már pályaindítói sem akárkik voltak. Molnár C. Pál és Varga Nándor Lajos az 50-es évek első felében Pesten, majd 1957-ben Oskar Kokoschka akadémiája emelte magasan az akkori szocreál magyar szellemi meszesgödre fölé. Előbbiek Európa virágkorának örök értékeit kódolták belé, az osztrák mester pedig a nagy lázadás, az expresszionizmus forrásvidékére kalauzolta. Annak a művészeti iránynak a műhelyébe vezette, ahonnan a legtöbb modern izmus kirajzott.
Kovács Kálmán elsősorban az Amerikában nagy tért hódító »Pop Art és a fotó legális kapcsolatából« indult ki, ez az út látszólag vissza-, valójában előrevezette a szürrealizmushoz, főleg Salvador Dalíhoz.
A stilizáció, a jellé sűrítés, tehát a kivonás helyett Kovács Kálmán a szorzást, a részlet sokszorozását választotta. Nem azt vallotta, hogy egy csepp tengervíz azonos a tengerrel, Kovács Kálmán ennél jóval többre jött rá: arra, hogy az egy csepp tengerben teljes egészében benne van a tenger. Az ő cseppje nem a tenger kivonata, hanem a foglalata.”
Dr. Faludy Judit művészettörténész tanulmánya szerint:

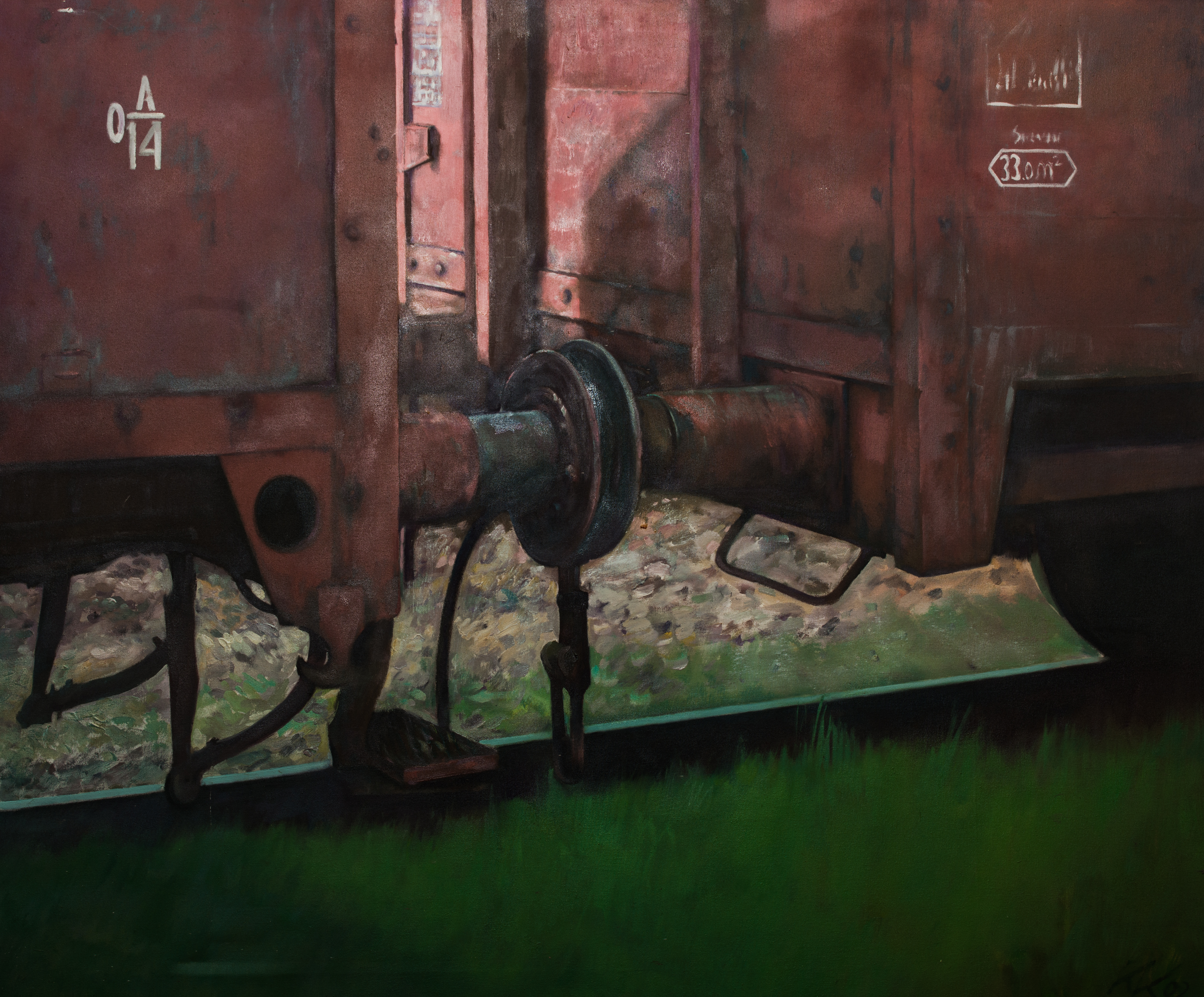

Kovács Kálmán jól ismerte az Európai Iskola, a non-figuratív, geometrikus, az organikus művészet nagyjait, iskolázottsága alapján a neoklasszicista, az Árkádia, az akadémikus festészet stílusait említhetjük művészetével összefüggésben. Tisztelte Kassák Lajos munkásságát, rajongásig szerette Joan Miró, Georges Braque alkotásait, szobrászati ízlését Jacques Lipchitz, míg a mozgással kapcsolatos festészeti élményeit Umberto Boccioni világával hozhatjuk kapcsolatba. Mindezek az irányzatok azonban csupán személyes preferenciáit jellemezték, virtuóz rajzkészségét inkább az alkalmazott művészet szolgálatába állította, egyéni teljesítményét viszont a kísérletezés határozta meg. Ez inkább formavilágának, mintsem tematikájának leírásához nyújt segítséget. Újdonságot a technika, az anyaghasználat terén kereshetünk munkáiban.
A hetvenes évektől új utakat keresve éles fény-árnyék kontrasztok jellemzik munkáit. Színházi díszletek inspirálhatták azokat a kicsit fád színvilágú, mégis éles ellentétekkel dolgozó, szpotszerű megvilágítást felhasználó grafikáit, amik szintén ebből az időből valók.

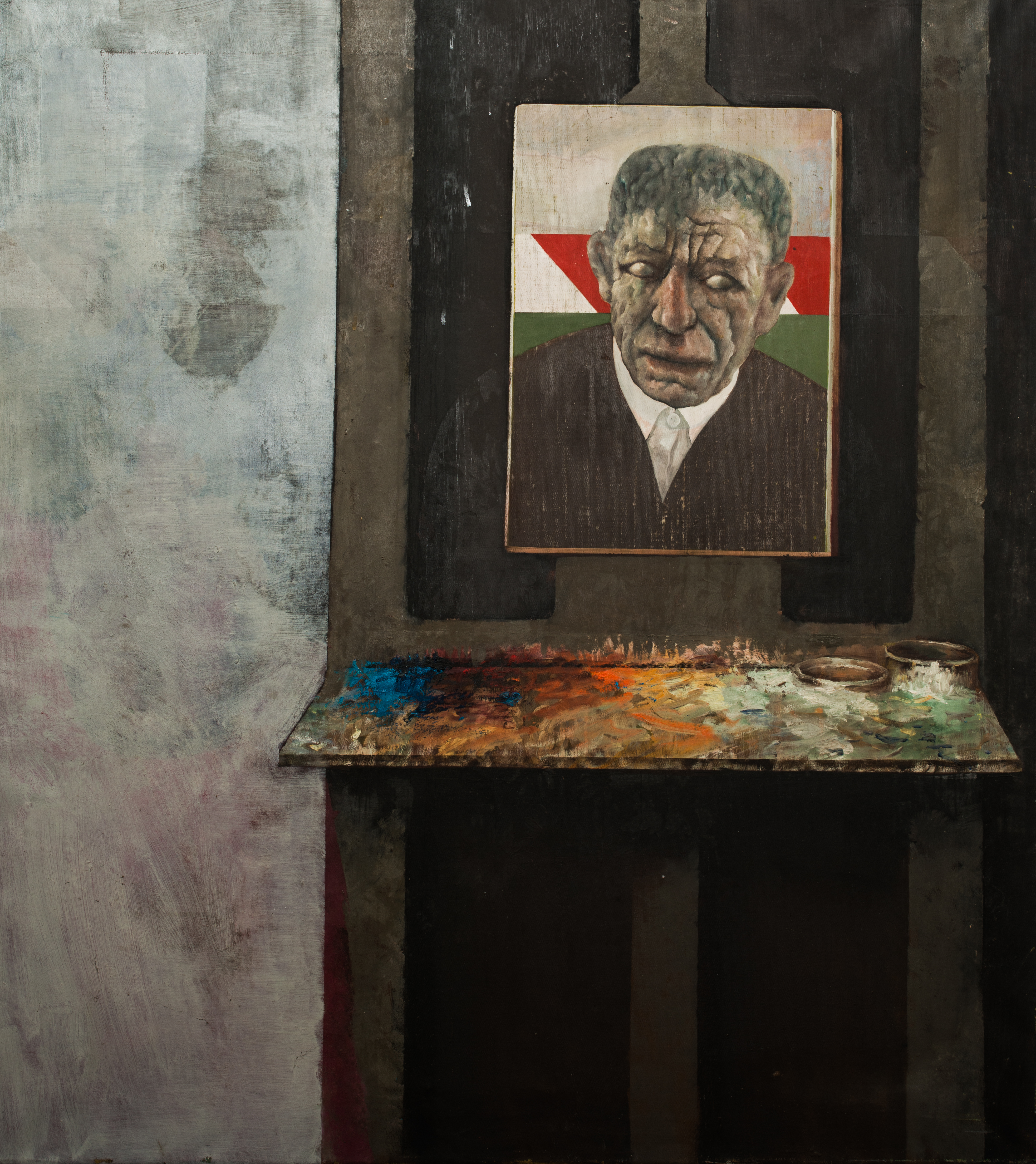

Egy misztikus világ bontakozik ki a sokszor viaszos, a batikolás technikáját papír hordozón megismétlő, máskor a rétegekben felhordott zsírkréta-technikához hasonló visszakaparással gazdagított felületkezelésű non-figuratív alkotásain. Óriásira nagyított tengeri csigák, kagylók, a reneszánsz, majd a szürrealista művészetből ismert eltorzított, az arányokat az ember parányiságának jelzésére szolgáló parabolák tűnnek fel ezeken a komor, leginkább földszíneket használó képeken. A korszakot az akvarell tájképek világos tónusaival szemben a faábrázolások szomorú világa, a magányosság érzésének a végletekig fokozása, a tengeren hánykolódó, fémes, viharos tájban vibráló vitorlás hajók kiszolgáltatottsága jellemzi.
Újabb kísérletezést láthatunk azokon a nyomatokon, ahol ismét a figurativitás kerül előtérbe, a pigmentekkel, vizes alapú festékkel átitatott gyűrt selyem lenyomatai – mint Pauer Gyula Pszeudo-tárgyain – kivágott női alak állandósult toposzával találkozik. Ezen alkotások formavilágán a kor neurológiai kutatásainak, kémiai vegyületek patternjeinek, természeti elemeknek, őslényeknek a lenyomatai, mint Rorschach-tesztek köszönnek vissza. Elektrográfiai leképezések hatása jelenik meg az agy-metszetekre emlékeztető ábrázolásokon.
Az egymásba folyatott, a batiktechnikához közel álló véletlenszerű képződmények megjelenítése, magának a véletlennek a beemelése a tudatos képalkotás folyamatába, gyűrés, hajtogatás (Hantaï Simon processzusához hasonló munkamódszer) az útkeresés megannyi fázisát tükrözi. Itt is tetten érhetjük a technikai vívmányok meghökkentő jelenlétét, ahogy Ország Lili mindentől elzárt, befelé forduló, filozófiai mélységeket megjelenítő egyéni stílusát is ez a vezérelv vezethette.

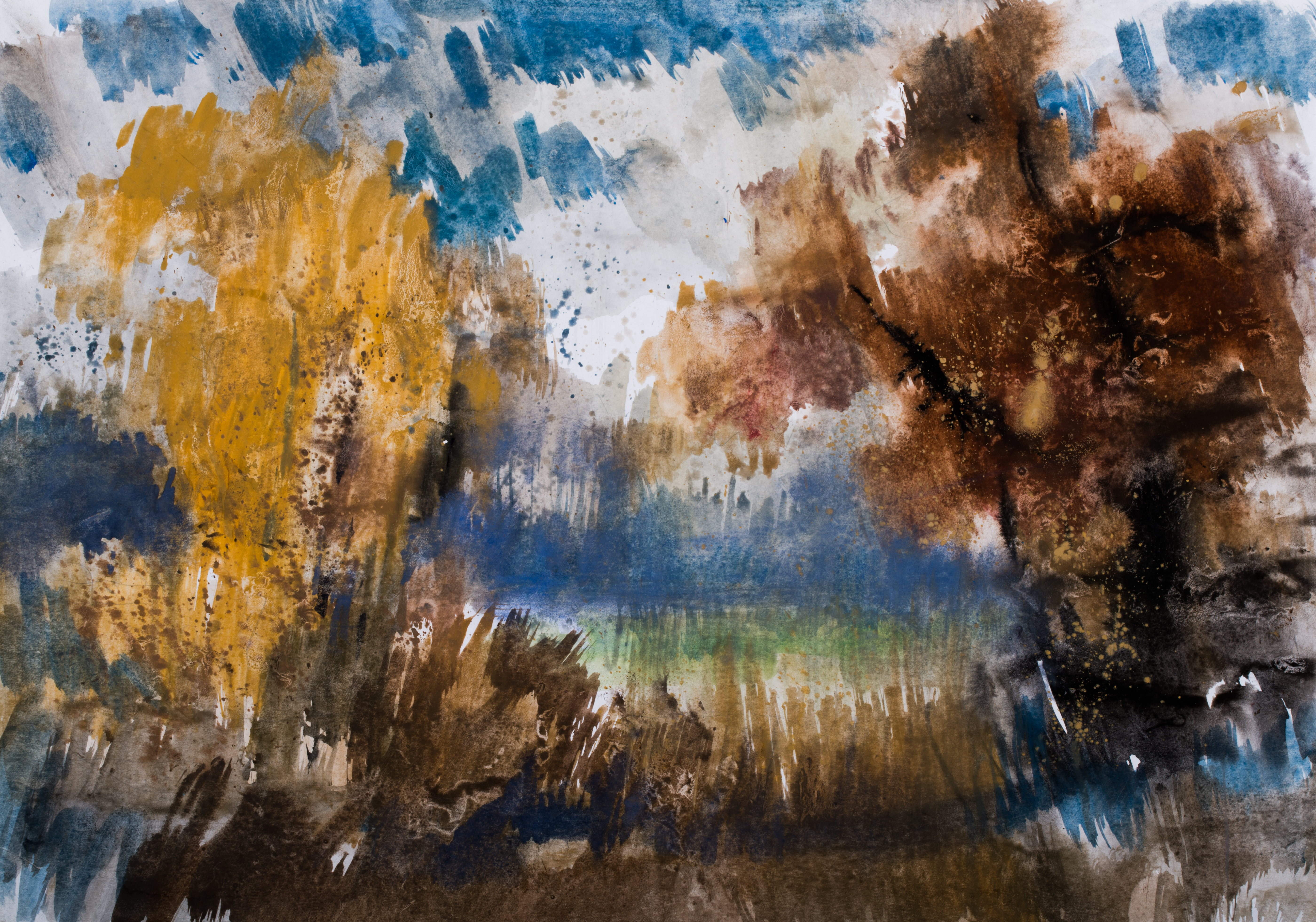

Önálló rendszerbe állíthatjuk azokat a festményeket, ahol – talán az ázsiai kertművészet, az ikebana hatására – egymásra halmozott, szigorúan elrendezett, kényes egyensúlyba kényszerített kavicsokat látunk, amit úgy is értelmezhetünk, mint a harmónia leképezése. Henry Moore Bécsben, a Karlskirche előtt felállított Király és királynő című szobrát is megidézik ezek a síkbeli ábrázolások.
A szürrealizmus chirichói iránya, a metafizikus festészet itt-ott megjelenik Kovács Kálmán hideg, csupán organikus elemekből összeállított képeinek hátterében. Ez a perspektivikus látásmódot, a színhasználatot, a szerkesztés elveit egyaránt jellemzi.

## Irodalom

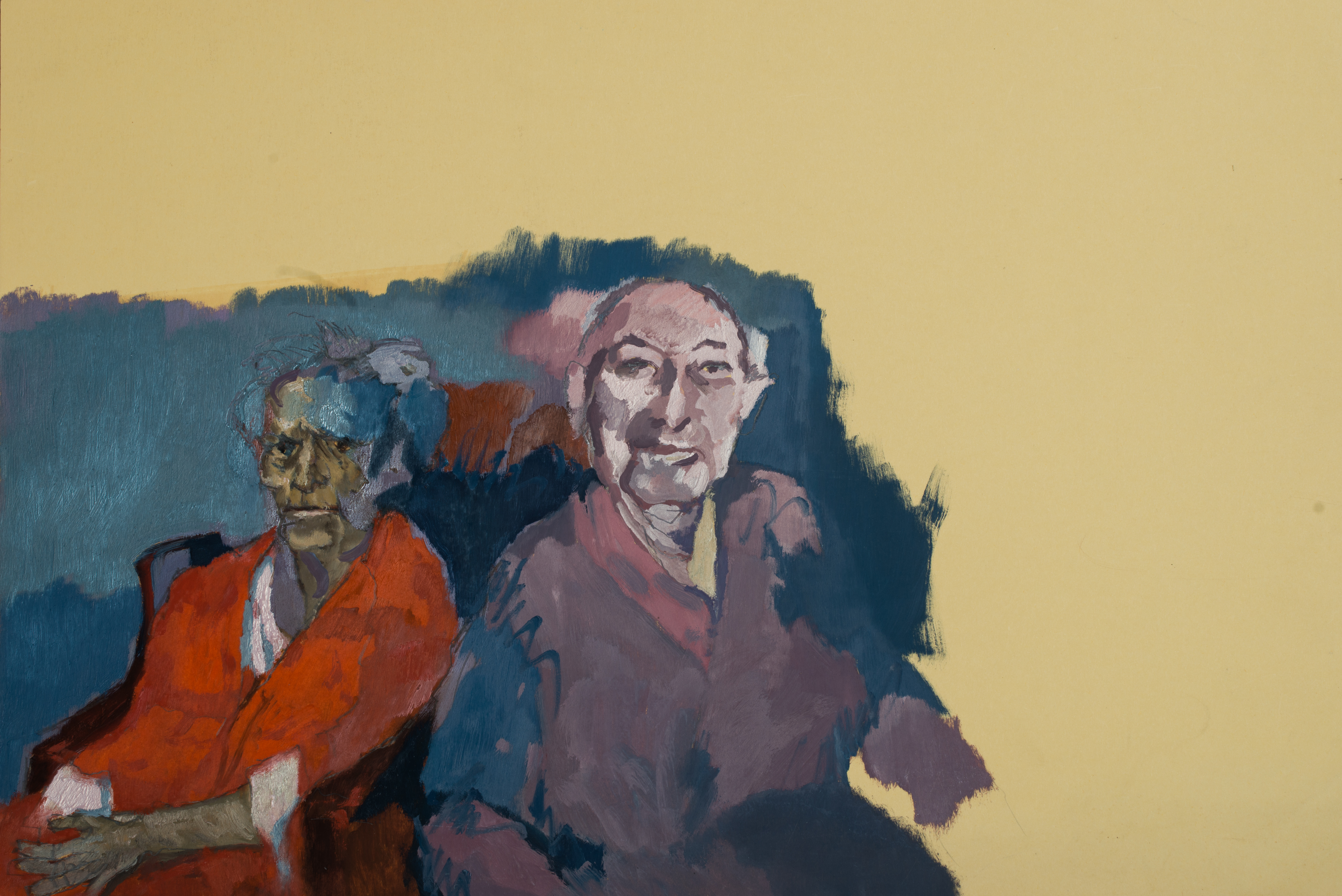

## Források

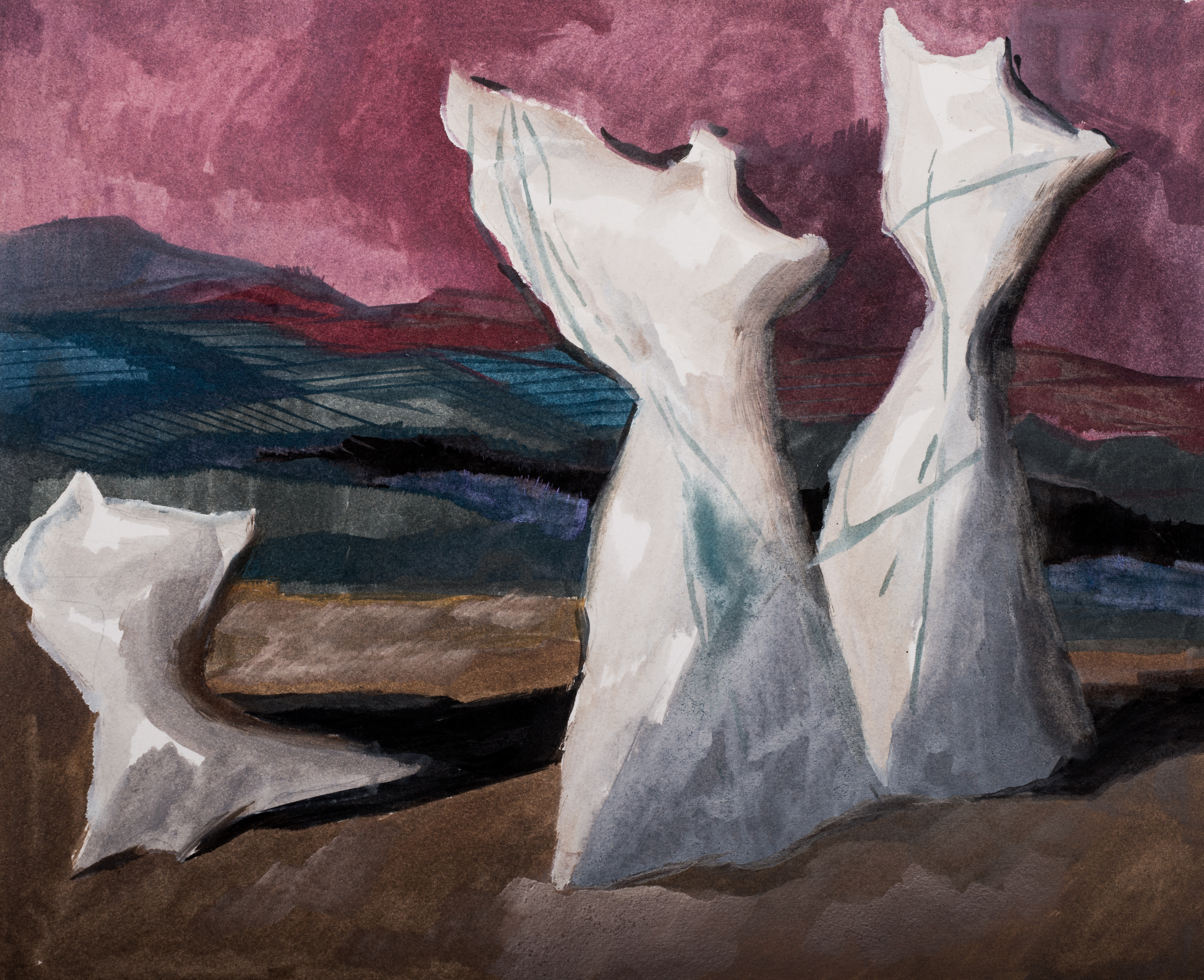

## Díjai

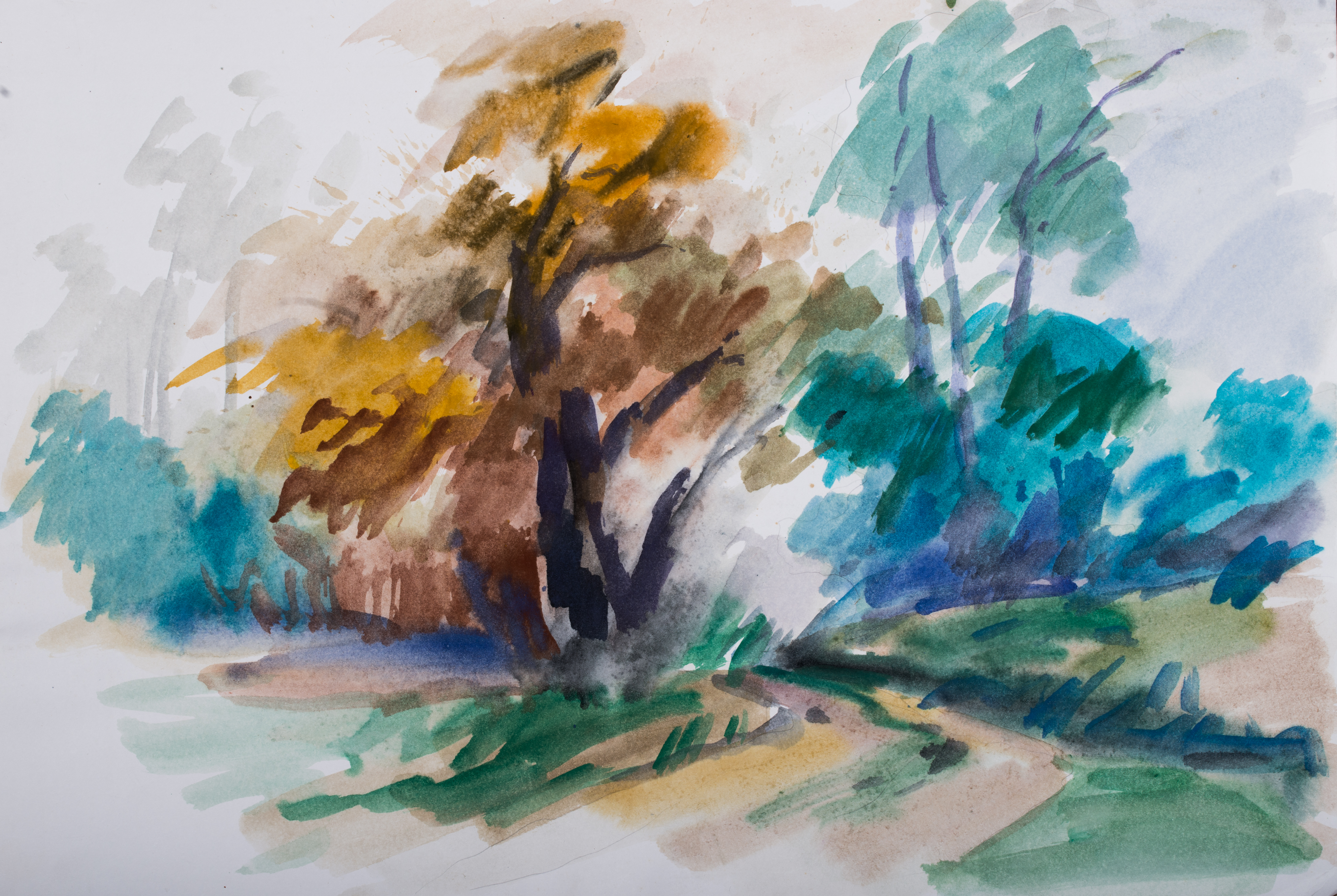

- Rockefeller-díj
- Nagy Imre-emlékplakett
- Ezüst érdemrend NYME
- Arany érdemrend NYME
- Magyar Érdemrend keresztje